# Javorovec
Javorovec, dříve samostatná obec, je část obce Mistřice v okrese Uherské Hradiště ve Zlínském kraji. Leží v údolí asi 1,3 kilometru jihozápadně od Mistřic a 5 kilometrů severovýchodně od Uherského Hradiště. Je zde evidováno 76 adres a žije zde přibližně 152 obyvatel.[zdroj?]

## Historie
První písemná zmínka o obci Javorovec pochází z roku 1372 ze seznamu osad platících k uherskohradišťskému mostu. 
V roce 1663 byla celá obec vypálena, a v roce 1706 utrpěla další škody, když byla částečně zničena při vpádu vojsk Rakocziho.

## Název
| Jawirník    | 1372 |
| Jawornyczky | 1406 |
| Jaborowesz  | 1670 |
| Jaborowitz  |      |
| Jaworowitz  |      |
| Javorovec   | 1848 |
| Jaborovec   | 1915 |
| Javorovec   | 1921 |

## Zajímavosti
Územím obce prochází bělokarpatská část Cyrilometodějské stezky.

## Pamětihodnosti
- kaple Panny Marie
- kříž u točny
- kříž u lip (nad Javorovcem)
- kříž u rybníků
- památník obětem 1. a 2. světové války